# Растов
Растов (нем. Rastow) — община в Германии, в земле Мекленбург-Передняя Померания.
Входит в состав района Людвигслуст. Подчиняется управлению Лудвигслуст-Ланд.  Население составляет 1941 человек (на 31 декабря 2010 года). Занимает площадь 51,66 км².
Коммуна подразделяется на 5 сельских округов.